# Variimorda fagusai
 Variimorda fagusai es una especie de coleóptero de la familia Mordellidae.

## Distribución geográfica
Habita en Sicilia (Italia).